# クラウディオ・ヒラルデス
クラウディオ・ヒラルデス・ゴンサレス（Claudio Giráldez González、1988年2月24日 - ）は、スペイン・ガリシア州オ・ポリーニョ出身の元サッカー選手、現サッカー指導者。現役時代のポジションはDF。

## 経歴
現役時代はレアル・マドリードのカンテラからプロサッカー選手となったが、セグンダ・ディビシオン以上のリーグでプレーすることなくキャリアを終えた。
現役引退後の2016年から2022年までセルタ・デ・ビーゴのカンテラで指導者としての経験を積み、2022年7月12日、セルタ・デ・ビーゴBの監督に就任した。就任1シーズン目となる2022-23シーズンはチームをセグンダ・ディビシオンの昇格プレーオフまで導くなど、確かな結果を残した。
2023-24シーズンも引き続きBチームを指揮していたが、2024年3月12日、トップチームの監督であるラファエル・ベニテスが解任されたため、ヒラルデスがトップチームの監督として招聘された。